# Bob Newhart
George Robert Newhart (Oak Park, Illinois, 5 de septiembre de 1929-Los Ángeles, California, 18 de julio de 2024) fue un comediante y actor estadounidense conocido por su inexpresividad y tartamudez. En 1960 su álbum de monólogos cómicos, The Button-Down Mind of Bob Newhart, se convirtió en un éxito de ventas mundial y alcanzó el número uno en la lista de álbumes pop de Billboard; sigue siendo uno de los álbumes de comedia más vendido en la historia, el 20º. El siguiente álbum, The Button-Down Mind Strikes Back!, también fue un éxito, y los dos álbumes ocuparon los puestos número uno y número dos de Billboard simultáneamente.
Comenzó a actuar más tarde, en el papel del psicólogo de Chicago Dr. Robert Hartley en The Bob Newhart Show durante la década de 1970 y luego como posadero de Vermont Dick Loudon en la serie de 1980 Newhart. También tuvo dos comedias de corta duración en la década de 1990 tituladas Bob y George y Leo. Newhart también apareció en papeles en películas como Major Major en Catch-22 y Papa Elf en Elf. Brindó la voz de Bernard en las películas animadas de Walt Disney The Rescuers y The Rescuers Down Under. En 2004, interpretó al jefe de la biblioteca Judson en The Librarian, un personaje que continuó en 2014 a la serie de televisión The Librarians. En 2013, Newhart hizo su primera de seis apariciones como invitado en The Big Bang Theory como Profesor Protón, por la cual recibió su primer Premio Primetime Emmy el 15 de septiembre de 2013.

## Primeros años
Nació el 5 de septiembre de 1929 en el West Suburban Hospital en Oak Park, Illinois. Sus padres eran George David Newhart (1900-1985), copropietario de un negocio de fontanería y suministro de calefacción, y Julia Pauline (de soltera Burns; 1900-1994), una ama de casa. Su madre era de ascendencia irlandesa y su padre era de ascendencia irlandesa y alemana. Una de sus abuelas era de St. Catharines, Ontario, Canadá. Newhart tiene tres hermanas: Virginia, Mary Joan (una monja, que enseñó en Carmel High School en Mundelein, Illinois) y Pauline. 
Se educó en escuelas católicas en el área de Chicago, incluida la escuela primaria St. Catherine of Siena en Oak Park, y asistió a la preparatoria universitaria St. Ignatius (escuela secundaria), graduándose en 1947. Luego se matriculó en la Universidad Loyola de Chicago, donde se graduó en 1952 con una licenciatura en administración de empresas. 
Fue reclutado por el Ejército de los Estados Unidos y sirvió en los Estados Unidos durante la guerra de Corea como gerente de personal hasta que fue dado de alta en 1954. Newhart asistió brevemente a la Facultad de Derecho de la Universidad de Loyola en Chicago, pero no completó un grado, en parte, dice, porque se le pidió que se comportara de forma poco ética durante una pasantía.

## Carrera
Después de la guerra, trabajó para Estados Unidos Gypsum como contable. Más tarde dijo que su lema "Eso es lo suficientemente cerca" y su hábito de ajustar los desequilibrios de su caja con su propio dinero demuestra que no tenía el temperamento para ser un contable. También dijo que era un empleado de la oficina de desempleo que ganaba 55 dólares a la semana, pero que renunció al enterarse de los beneficios de desempleo, que era de 45 dólares a la semana y "solo tenía que venir a la oficina un día a la semana para cobrarlo".

### Inicios en la comedia
En 1958, se convirtió en un redactor publicitario de Fred A. Niles, un importante productor independiente de cine y televisión en Chicago. Allí, él y un compañero de trabajo se entretuvieron con largas llamadas telefónicas sobre escenarios absurdos, que luego grabaron y enviaron a las estaciones de radio como cintas de audición. Cuando su compañero de trabajo terminó su participación, Newhart continuó las grabaciones solo, desarrollando este tipo de rutina. 
Dan Sorkin, un disc jockey de una emisora de radio que más tarde se convirtió en el compañero de la serie NBC de Newhart, presentó a Newhart al jefe de talento de Warner Bros. Registros El sello lo firmó en 1959, solo un año después de su formación, basándose únicamente en esas grabaciones. Newhart expandió su material en una rutina de stand-up, que comenzó a realizar en los clubes nocturnos.

### Álbumes
Newhart se hizo famoso principalmente por la fuerza de sus lanzamientos de audio, en los que interpretó a "hombre heterosexual". La rutina de Newhart consistía en representar un extremo de una conversación (generalmente una llamada telefónica), interpretando al comediante e insinuando lo que la otra persona estaba diciendo. 
Su álbum de comedia de 1960, The Button-Down Mind of Bob Newhart, fue el primer álbum de comedia en ser el número uno en las listas de Billboard. El álbum recibió el Premio Grammy de 1961 por Álbum del Año. El álbum alcanzó el puesto número dos en la lista de álbumes del Reino Unido. Newhart también ganó Mejor Artista Novato. 
Newhart le dijo a un entrevistador de 2005 para el American Masters de PBS que su rutina favorita es "Abe Lincoln vs. Madison Avenue", que aparece en este álbum. En la rutina, un promotor hábil tiene que lidiar con la renuencia del presidente excéntrico a aceptar esfuerzos para mejorar su imagen. La rutina fue sugerida a Newhart por el director de televisión de Chicago y el futuro comediante Bill Daily, quien fue el compañero de reparto de Newhart en la década de 1970 en The Bob Newhart Show para CBS. Newhart se hizo conocido por usar un tartamudeo intencional, al servicio de su combinación única de cortesía e incredulidad por lo que supuestamente estaba escuchando. Newhart ha utilizado esa técnica a lo largo de su carrera. 
El álbum siguiente, The Button-Down Mind Strikes Back, se lanzó seis meses después y ganó el Mejor Comedia de Rendimiento-Palabra Hablada ese mismo año. Los siguientes álbumes de comedia incluyen Behind the Button-Down Mind de Bob Newhart (1961), The Button-Down Mind en TV (1962), Bob Newhart Faces Bob Newhart (1964), The Windmills are Weakening (1965), This Is It (1967)), Best of Bob Newhart (1971), y Very Funny Bob Newhart (1973). Años más tarde, lanzó Bob Newhart Off the Record (1992), The Button-Down Concert (1997) y Something Like This (2001), una antología de sus álbumes de Warner Bros. en 1960. 
El 10 de diciembre de 2015, el publicista y coleccionista de álbumes de comedia Jeff Abraham reveló que una canción "perdida" de Newhart de 1965 sobre Paul Revere existía en un acetato único, que él posee. La canción hizo su estreno mundial en el episodio 163 de la comedia en el podcast de vinilo.

### Televisión
El éxito de Newhart en stand-up lo llevó a su propio programa de variedades de la NBC de corta duración en 1961, The Bob Newhart Show. El programa duró solo una temporada, pero le valió a Newhart una nominación al Premio Primetime Emmy y un Premio Peabody. La Junta de Peabody lo citó como: 

una persona cuya sátira suave e ingenio irónico e irreverente da un soplo de aire fresco y vigorizante a través de los pasillos electrónicos pasados y tapados. Un alegre merodeador, que se parece menos a San Jorge que a un coro, Newhart ha herido, si no ha matado, a muchos de los dragones que acechan nuestra sociedad. En un mundo inquieto y aprensivo, Newhart ha demostrado una vez más que la risa es la mejor medicina.

A mediados de la década de 1960, Newhart apareció en The Dean Martin Show 24 veces, y en The Ed Sullivan Show ocho veces. Apareció en un episodio de 1963 de The Alfred Hitchcock Hour, "Cómo deshacerse de tu esposa", y en el show de Judy Garland. Newhart fue el anfitrión de The Tonight Show, protagonizada por Johnny Carson, 87 veces, y presentó Saturday Night Live dos veces, con 15 años de diferencia (1980 y 1995). 
Además del stand-up comedy, Newhart se convirtió en un actor de personajes. Esto llevó a otras series como: Bob Hope presenta el teatro Chrysler, Captain Nice, dos episodios de Insight y It's Garry Shandling's Show. Repitió su papel como el Dr. Bob Hartley en Murphy Brown, y apareció como él mismo en Los Simpson, y como patólogo forense jubilado en el NCIS. 
Newhart fue invitada especial en tres episodios de ER, por los cuales fue nominado para un Primetime Emmy Award, así como en Desperate Housewives y en un papel en NCIS como mentor y antecesor de Ducky, quien se descubrió que tenía la enfermedad de Alzheimer. En 2013, también apareció en Committed y apareció en un episodio de la sexta temporada de The Big Bang Theory, por el cual recibió un Premio Primetime Emmy, y episodios posteriores en sus séptima, novena y undécima temporadas, respectivamente.

### Películas
Aunque es principalmente una estrella de televisión, Newhart ha estado en varias películas populares, comenzando con la historia de guerra de 1962 Hell is for Heroes. En 1968, Newhart interpretó a un molesto especialista en software en la película Hot Millions. Sus películas van desde el musical de Alan Jay Lerner de la década de 1970 En un día claro que puedes ver para siempre, la comedia de Norman Lear de 1971, Cold Turkey, la sátira de guerra dirigida por Mike Nichols Catch 22, la película animada de Walt Disney The Rescuers en 1977 y su secuela The Rescuers Down Under, y Will Ferrell comedia de vacaciones Elf (2003). 
Newhart interpretó al presidente de los Estados Unidos en la comedia First Family (1980). Apareció como un director de escuela asediado en In & Out (1997). Hizo un cameo como un sádico pero agradecido CEO al final de la comedia Horrible Bosses (2011).

## Sitcoms

### El show de Bob Newhart

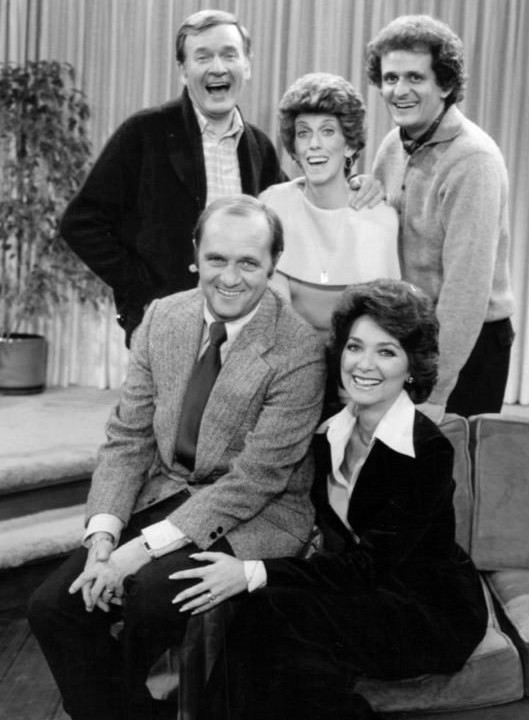
De pie, de izquierda a derecha: Bill Daily, Marcia Wallace, Peter Bonerz; sentados: Newhart y Suzanne Pleshette

La exposición más notable de Newhart en la televisión provino de dos programas de larga duración que se centraron en él. En 1972, poco después de que Newhart fuera protagonista de The Smothers Brothers Comedy Hour, fue contactado por su agente y sus gerentes, el productor Grant Tinker y la actriz Mary Tyler Moore (el equipo de marido / esposa que fundó MTM Enterprises), para trabajar en una serie piloto llamada The Bob Newhart Show, que será escrita por David Davis y Lorenzo Music. Estaba muy interesado en el papel protagonista del psicólogo seco Bob Hartley, con Suzanne Pleshette interpretando a su irónica y amorosa esposa Emily y a Bill Daily como vecino y amigo Howard Borden. 
El Bob Newhart Show se enfrentó a una fuerte competencia desde el principio, que se lanzó al mismo tiempo que los populares M*A*S*H, Maude, Sanford And Son y The Waltons. Sin embargo, fue un golpe inmediato. El espectáculo finalmente hizo referencia a lo que hizo el nombre de Newhart en primer lugar. Aparte de los primeros episodios, utilizó una secuencia de créditos de apertura en la que Newhart contestaba un teléfono en su oficina. Según la coestrella Marcia Wallace, todo el elenco se llevó bien, y Newhart se hizo muy amigo tanto de Wallace como de la coestrella Suzanne Pleshette. 
Además de Wallace como la recepcionista Carol Kester de Bob, el actor incluyó a Peter Bonerz como el amable ortodoncista Jerry Robinson; Jack Riley como Elliot Carlin, el paciente más misántropo de Hartley; el actor de personajes y vocalista, John Fiedler como milquetoast Emil Petersen; y Pat Finley como la hermana de Bob, Ellen Hartley, un interés amoroso por Howard Borden. El futuro jugador de Newhart, Tom Poston, tuvo un breve papel recurrente como Cliff "Peeper" Murdock, el veterano actor de teatro Barnard Hughes apareció como el padre de Bob en tres episodios en dos temporadas, y Martha Scott apareció en varios episodios como la madre de Bob. 
Para 1977, las calificaciones del programa estaban disminuyendo y Newhart quería terminarla, pero estaba bajo contrato para hacer una temporada más. Los escritores del programa trataron de volver a trabajar en la comedia agregando un embarazo, pero Newhart se opuso: "Le dije a los creadores que no quería tener hijos, porque no quería que fuera un programa sobre 'Qué estúpido es papá, pero ámalo tanto, vamos a sacarlo de los problemas en los que se metió él mismo". Sin embargo, los guionistas escribieron un episodio que esperaban que cambiara la mente de Newhart. Newhart leyó el guion y estuvo de acuerdo en que era muy divertido. Luego preguntó: "¿Con quién vas a jugar a Bob?" Casualmente, la esposa de Newhart dio a luz a su hija Jenny a finales de año, lo que hizo que se perdiera varios episodios. 
En el último episodio de la quinta temporada, no solo estaba embarazada la esposa de Bob, Emily, sino también su recepcionista, Carol. En el primer programa de la sexta temporada, Bob reveló su sueño de los embarazos y que ni Emily ni Carol estaban realmente embarazadas. 
Marcia Wallace habló sobre la naturaleza amable de Newhart en el set: "Es muy discreto y no quería causar problemas. Tuve un perro con el nombre de Maggie que solía llevar al set. Y cada vez que había una línea que a Bob no le gustaba (no quería quejarse demasiado), entonces él se acercaba, se ponía de rodillas y repetía la línea al perro, que bostezaba invariablemente. ; y él decía: 'Mira, te dije que no es gracioso'". Wallace también ha comentado sobre la falta de reconocimiento de Emmy en el programa: "La gente cree que fuimos nominados para muchos Emmy, la gente presume que ganamos Emmy, todos nosotros, y ciertamente Bob, y ciertamente el programa. ¡No, nunca!" 
Newhart suspendió la serie en 1978 después de seis temporadas y 142 episodios. Wallace dijo de su final: "Era mucho llorar y sollozar. Fue tan triste Realmente nos llevamos bien. Realmente tuvimos buenos momentos juntos". De la otra comedia de situación de Newhart, Newhart, Wallace dijo: "Pero algunos de los otros grandes talentos cómicos que tuvieron un espectáculo brillante, cuando intentaron hacerlo dos veces, no siempre funcionó. Y eso es lo que... pero como Bob, en lo que a mí respecta, Bob es como el Fred Astaire de los cómics. Simplemente lo hace ver tan fácil, y no es tan en directo como algunos podrían ser. Y así, simplemente lo das por sentado, lo extraordinariamente gracioso y lo bien que viste". Más tarde se reunió con Newhart dos veces, una vez en una repetición de su papel de Carol en Murphy Brown en 1994, y en un episodio de la comedia de corta duración de Newhart, George & Leo, en 1997.

### Newhart

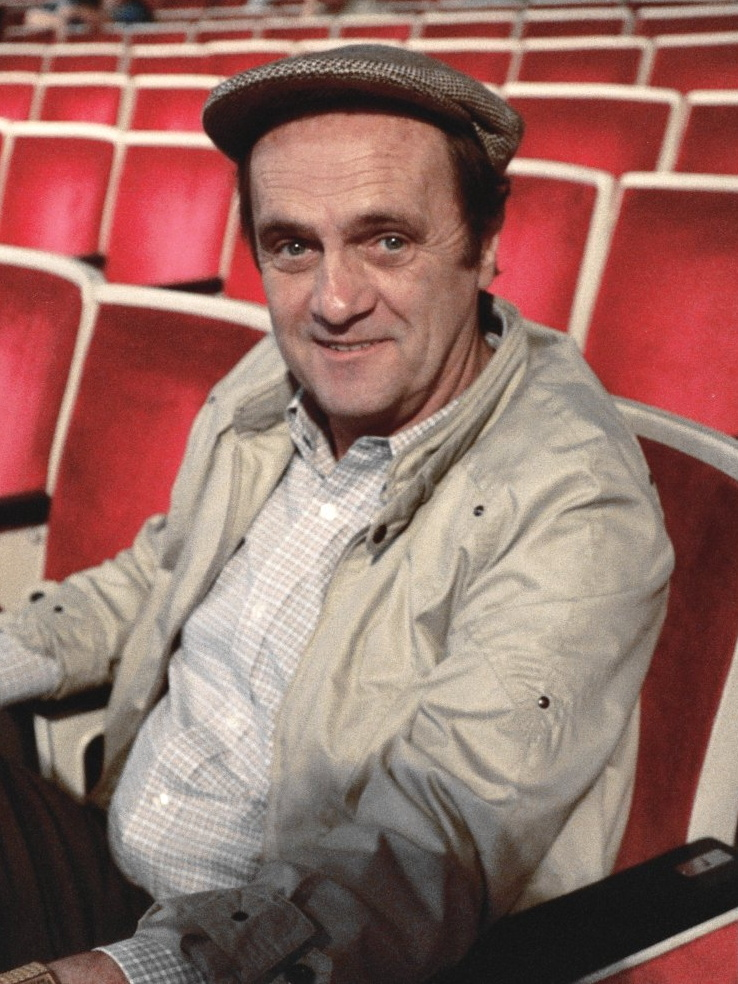
Newhart en los premios Emmy 1987

En 1982, Newhart estaba interesado en una nueva comedia de situación. Luego de conversar con Barry Kemp y CBS, se creó el programa Newhart, en el que Newhart interpretó al posadero de Vermont y al presentador de televisión Dick Hoston. Mary Frann fue elegida como su esposa, Joanna. Jennifer Holmes fue originalmente elegida para interpretar a Leslie Vanderkellen, pero se fue después de que Julia Duffy, la ex estrella de televisión durante el día, se uniera al elenco como la criada de Dick y la niña rica mimada, Stephanie Vanderkellen. Peter Scolari (que había sido fanático de Newhart desde que tenía 17 años) también fue elegido como el manipulador de la televisión de Dick, Michael Harris, en seis de las ocho temporadas. El actor de personajes Tom Poston interpretó el papel del personal de mantenimiento George Utley, al ganar tres nominaciones a los Premios Primetime Emmy como Mejor Actor de Reparto en una Serie de Comedia en 1984, 1986 y 1987. Al igual que The Bob Newhart Show, Newhart fue un éxito inmediato, y una vez más, al igual que el programa anterior, también fue nominado para Primetime Emmy Awards, pero no logró ganar ninguno. Durante el tiempo en que Newhart estuvo trabajando en el programa, en 1985, su hábito de fumar finalmente lo alcanzó, y lo llevaron a la sala de emergencias por policitemia secundaria. Los médicos le ordenaron que dejara de fumar. 
En 1987, las calificaciones comenzaron a caer. Newhart terminó en 1990 después de ocho temporadas y 182 episodios. El último episodio terminó con una escena en la que Newhart se despierta en la cama con Suzanne Pleshette, quien había interpretado a Emily, su esposa de The Bob Newhart Show. Se da cuenta (en una sátira de un famoso elemento de la trama de la serie de televisión Dallas unos años antes) que toda la serie de ocho años de Newhart había sido una pesadilla del Dr. Bob Hartley, que Emily atribuye a comer comida japonesa antes de irse. a la cama. Al recordar la gran figura de Mary Frann y su tendencia a usar suéteres, Bob cierra el segmento y la serie diciéndole a Emily: "Deberías usar más suéteres" antes de las típicas notas de cierre del viejo tema de Bob Newhart Show que se escuchó durante el fadeout. El final del giro fue elegido más tarde por TV Guide como el mejor final en la historia de la televisión. 

### Otras series de televisión

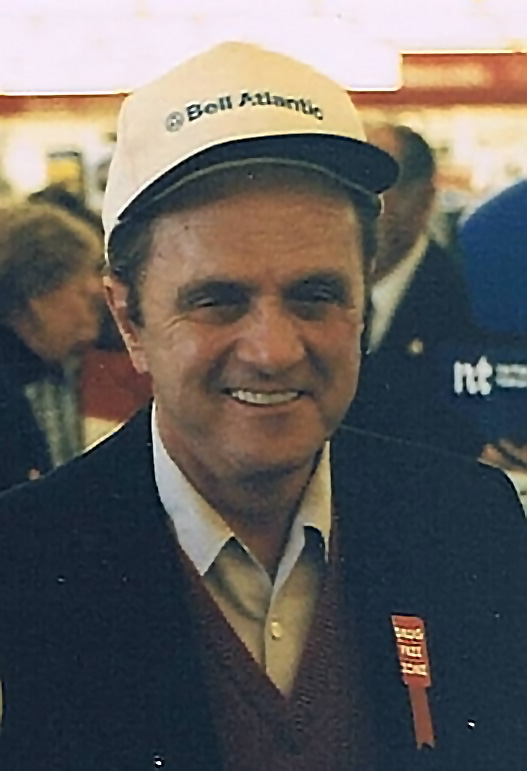
Circa 1991, en Norfolk, Virginia

En 1992, Newhart regresó a la televisión con una serie llamada Bob, sobre un dibujante. El elenco de un grupo incluyó a Lisa Kudrow, pero el programa no tuvo una audiencia fuerte y se canceló poco después del inicio de su segunda temporada, a pesar de las buenas críticas. (En The Tonight Show después de la cancelación, Newhart bromeó que ya había hecho shows llamados The Bob Newhart Show, Newhart y Bob, así que su próximo show se llamaría The.) 
En 1997, Newhart regresó de nuevo con George & Leo en CBS con Judd Hirsch y Jason Bateman (el nombre de Newhart es George); el espectáculo fue cancelado durante su primera temporada. 

## Otras apariciones en televisión
- The Alfred Hitchcock Hour, episodio "Cómo deshacerse de tu esposa" (1963)
- The Entertainers (intérprete habitual en 1964)
- El juego del jueves (1974) (película para televisión)
- Maratón (1980)
- Damas y caballeros... Bob Newhart (1980)
- Damas y caballeros... Bob Newhart Parte II (1981)
- Los animadores (1991)
- Los Simpson, temporada 7: "Bart the Fink" (1996)
- The Sports Pages (2001) (película para televisión)
- MADtv (temporada 6, 2001), interpretando a un psiquiatra que grita "¡Basta!" en un sketch
- El bibliotecario: La búsqueda de la lanza (2004)
- El bibliotecario: Regreso a las minas del rey Salomón (2006)
- El bibliotecario: La maldición del cáliz de Judas (2008)
- NCIS, temporada 8: "Reclutado" (2011)
- Cinco, el Dr. Roth (2011)
- The Big Bang Theory, temporada 6: "El resurgimiento de los protones" (2013)
- The Big Bang Theory, temporada 7: "El desplazamiento de protones" (2013)
- The Big Bang Theory, temporada 7: "La transmogrificación de protones" (2014)
- The Late Late Show con Craig Ferguson, episodio final (2014)
- Caliente en Cleveland, temporada 6 (final de serie): "Vegas Baby / I Hate Goodbyes" (2015)
- The Big Bang Theory, temporada 9: "La excitación de la noche de apertura" (2015)
- The Big Bang Theory, temporada 11: "La regeneración de protones" (2017)
- The Big Bang Theory, temporada 12: "La colisión del planetario" (2018)

En 1995, la cadena de cable Showtime se acercó a un Newhart de 65 años para aparecer en el primer especial de comedia en su carrera de 35 años. Su especial Off The Record consistió en que él interpretara material de su primer y segundo álbum frente a una audiencia en vivo en Pasadena, California. En 2003, Newhart fue estrella invitada en tres episodios de ER en un raro papel dramático que le valió una nominación al premio Primetime Emmy, su primer premio en casi 20 años. En 2005, comenzó un papel recurrente en Desperate Housewives como Morty, la novia de Sophie (Lesley Ann Warren), la madre de Susan Mayer (Teri Hatcher). En 2009, recibió otra nominación a los Primetime Emmy por repetir su papel de Judson en The Librarian: Curse of the Judas Chalice. 
El 27 de agosto de 2006, en la 58.ª edición de los Premios Emmy Primetime, organizada por Conan O'Brien, Newhart fue ubicado en una prisión de vidrio supuestamente hermética que contenía tres horas de aire. Si los Emmy pasaban el tiempo de tres horas, moriría. Esta mordaza fue un reconocimiento de la frustración común que los programas de premios generalmente se ejecutan más allá de su tiempo asignado (que generalmente es de tres horas). Newhart "sobrevivió" a su contención para ayudar a O'Brien a presentar el premio a la Mejor Serie de Comedia (que fue a The Office). 
Durante un episodio de Jimmy Kimmel Live!, Newhart hizo un cameo cómico con miembros del programa Lost de ABC y un final alternativo al final de la serie. En 2011, Newhart apareció en un pequeño pero fundamental papel como médico en la película de antología de Lifetime sobre el cáncer de mama Cinco, y en 2013, hizo una aparición invitada en The Big Bang Theory como el Profesor Protón (Arthur Jeffries), un antiguo científico presentador de programas de televisión que se convirtió en animador de fiestas para niños, por el cual ganó el Premio Primetime Emmy por Mejor Actor Invitado en una Serie de Comedia. Marcó el primer Emmy en toda la carrera de Newhart. En la ceremonia Emmy de ese año, Newhart apareció como presentador con la estrella de The Big Bang Theory Jim Parsons y recibió una inesperada ovación. Newhart continuó interpretando este personaje periódicamente durante la duodécima (y última) temporada del programa. 
El 19 de diciembre de 2014, Newhart hizo una aparición sorpresa en el episodio final de The Late Late Show with Craig Ferguson, donde se reveló que era la persona dentro de la Secretaría, el caballo de pantomima en set de Ferguson. El espectáculo terminó con una escena que parodiaba el final de la serie de Newhart, con Ferguson y Drew Carey retomando sus papeles de The Drew Carey Show. En junio de 2015, Newhart apareció en otro final de la serie, el episodio final de Hot in Cleveland interpretando al suegro de Joy Scroggs (Jane Leeves). Esto marcó una reunión con la coprotagonista Betty White que había sido miembro del elenco durante la segunda temporada de Bob 23 años antes. El final termina con sus personajes casándose.

## Estilo comedia personal
Newhart es conocido por su entrega inexpresiva y un ligero tartamudeo que incorporó desde el principio a la persona alrededor de la cual construyó una exitosa carrera. En sus programas de televisión, aunque obtuvo su parte de líneas graciosas, trabajó a menudo en la tradición de Jack Benny de ser el "hombre heterosexual", mientras que los miembros del reparto a veces bastante extraños que lo rodeaban se echaron a reír. Newhart, sin embargo, ha declarado que "no fui influenciado por Jack Benny" en términos de su estilo o persona, y cita a George Gobel y al equipo de comedia de Bob y Ray como sus inspiraciones iniciales de escritura y desempeño.
Varias de sus rutinas involucran escuchar la mitad de una conversación mientras habla con alguien por teléfono. En un poco llamado "King Kong", un guardia de seguridad novato en el Empire State Building busca orientación sobre cómo tratar con un simio que "tiene entre 18 y 19 pisos de altura, dependiendo de si hay un piso 13 o no". Asegura a su jefe que ha buscado en el manual de los guardias "debajo de 'simios' y 'dedos de los pies de los simios'". Otras rutinas famosas incluyen "The Driving Instructor", "The Mrs. La aerolínea Grace L. Ferguson (y Storm Door Company)" , "Introducing Tobacco to Civilization" , "Abe Lincoln vs. Madison Avenue" , "Defusing a Bomb "(en la que un jefe de policía incómodo trata de caminar con un patrullero nuevo y nervioso a través de la desactivación de un proyectil vivo descubierto en una playa)," The Retirement Party" , "Ledge Psychology" , "The Krushchev Landing Ensayo", y" Un amigo con un perro". 
En una entrevista de podcast de 2012 con Marc Maron, el comediante Shelley Berman acusó a Newhart de plagiar su estilo de improvisación de rutina telefónica. Sin embargo, tanto en las entrevistas de años anteriores como posteriores a los comentarios de Berman, Newhart nunca se ha acreditado por haber originado el concepto de teléfono, lo que, según ha señalado, fue realizado anteriormente por Berman y  –   Berman anterior  –   Nichols y May, George Jessel (en su conocido boceto "Hello Mama"), y en la grabación de 1913 " Cohen on the Telephone". La técnica más tarde también sería utilizada por Lily Tomlin, Ellen DeGeneres y muchos otros.

## Escritos
El 20 de septiembre de 2006, Hyperion Books lanzó el primer libro de Newhart, No debería ni siquiera estar haciendo esto. El libro es principalmente un libro de memorias, pero también presenta partes cómicas de Newhart. Las transcripciones de muchas de las rutinas clásicas de Newhart se entrelazan con el resto del texto. Como el actor David Hyde Pierce señala: "La única diferencia entre Bob Newhart en el escenario y Bob Newhart fuera del escenario – es que no hay una etapa."

## Honores
Además de su Premio Peabody y varias nominaciones al Premio Primetime Emmy, los reconocimientos de Newhart incluyen: 
- Tres premios Grammy en 1961: Mejor artista nuevo, Álbum del año por The Button-Down Mind of Bob Newhart (el primer disco de comedia que se honrará como Álbum del año) y Mejor comedia ( The Spoken Word) para The Button- ¡Abajo la mente contraataca!.
- Newhart ganó el Globo de Oro a la Mejor estrella televisiva masculina en 1961.
- En 1993, Newhart ingresó en el Salón de la Fama de la Academia de Artes y Ciencias de la Televisión.
- En 1996, Newhart ocupó el puesto número 17 en la lista de "Las 50 estrellas de la televisión más grandes de todos los tiempos" de TV Guide.[21]
- En 1998, Billboard reconoció el primer álbum de Newhart como el número 20 en su lista de los álbumes más populares de los últimos 40 años, y el único álbum de comedia en la lista.
- El 6 de enero de 1999, Newhart recibió una estrella en el Hollywood Walk of Fame ubicado en 6381 Hollywood Boulevard por su contribución a la televisión.
- En 2002, Newhart ganó el Premio Mark Twain para Humor Americano.
- En 2004, Newhart fue nombrado número 14 en "Comedy Central Presents: 100 Greatest Stands Ups of All Time".
- El 27 de julio de 2004, la cadena estadounidense de televisión por cable TV Land presentó una estatua de tamaño real de Newhart en la Magnificent Mile en su Chicago natal, representando al Dr. Robert Hartley de The Bob Newhart Show. La estatua muestra al Dr. Hartley sentado en su silla de práctica de terapia con un lápiz entre las manos y un sofá de pacientes junto a él. Después de una instalación temporal inicial frente a la 430 North Michigan Avenue, el edificio utilizado para establecer tomas exteriores de la oficina de Hartley, el conjunto de bronce ahora se encuentra en forma permanente en el parque de esculturas frente al complejo de entretenimiento Navy Pier de Chicago. Los visitantes habitualmente se sientan en el sofá y posan para fotografías como pacientes de Bob.
- El 17 de octubre de 2012, Loyola University Chicago lo honró al nombrar su nuevo teatro, el Newhart Family Theatre.
- El 15 de septiembre de 2013, Newhart ganó su primer Premio Primetime Emmy, por Mejor Actor Invitado en una Serie de Comedia, por su interpretación del Profesor Protón (Arthur Jeffries) en The Big Bang Theory.
- El 20 de febrero de 2015, Newhart fue galardonado con el Premio al Logro de la Vida de Publicistas del International Cinematographers Guild.[22]

## Vida personal
Newhart fue presentado por Buddy Hackett a Virginia "Ginnie" Quinn, la hija del actor de personajes Bill Quinn. Se casaron el 12 de enero de 1963. La pareja tiene cuatro hijos (Robert, Timothy, Jennifer y Courtney), y diez nietos. Son católicos y criaron a sus hijos en su fe. Es miembro de la Iglesia del Buen Pastor y el gremio católico relacionado en Beverly Hills, California.
El mejor amigo de Newhart fue el comediante Don Rickles, quien lo apodó "Charlie Everybody" por su personalidad de hombre común. 
En 1985, Newhart fue llevado de urgencia a la sala de emergencias, sufriendo de policitemia secundaria, después de años de fumar mucho. Se recuperó, varias semanas después, y desde entonces dejó de fumar.
En 1995 Newhart fue uno de varios inversores en Rotijefco (un acrónimo de los nombres de sus hijos), que compró la estación de radio KKSB (AM 1290   kHz) en Santa Bárbara (California). Su formato fue cambiado a estándares para adultos y su callsign a KZBN (sus iniciales). En 2005, Rotijefco le vendió la estación a Santa Barbara Broadcasting, quien cambió su indicativo de llamada a KZSB y el formato a noticias y programas de radio.
Newhart fue uno de los primeros aficionados a la informática doméstica y compró el Commodore PET después de su introducción en 1977. En 2001, escribió: "Más tarde, me mudé al modelo de 64 KB y pensé que era una tontería porque era más memoria de la que jamás podría necesitar".
Newhart vendió su mansión Bel Air, diseñada por Wallace Neff, al canadiense Robert Quigg en mayo de 2016 por 14,5 millones de dólares.

## Filmografía seleccionada
| Año       | Título                                                | Papel                                   | Notas                                                                    |
| --------- | ----------------------------------------------------- | --------------------------------------- | ------------------------------------------------------------------------ |
| 1962      | El infierno es para héroes                            | Pvt. Driscoll                           | Un drama de la Segunda Guerra Mundial con un monólogo cómico de Newhart. |
| 1968      | Hot Millions                                          | Willard C. Gnatpole                     |                                                                          |
| 1970      | En un día claro puedes ver para siempre               | Dr. Mason Hume                          |                                                                          |
| 1970      | 22 capturas                                           | comandante Mayor mayor                  |                                                                          |
| 1971      | Pavo frío                                             | Merwin Wren                             |                                                                          |
| 1977      | Los rescatadores                                      | Bernardo                                | voz                                                                      |
| 1980      | El truhán y su prenda                                 | Lamentar                                |                                                                          |
| 1980      | Primera familia                                       | Presidente Manfred Link                 |                                                                          |
| 1990      | The Rescuers Down Under                               | Bernardo                                | voz                                                                      |
| 1991      | Los animadores                                        | Todd Wilson                             |                                                                          |
| 1996      | Los Simpson                                           | Él mismo                                | Episodio: «Bart, el soplón»                                              |
| 1997      | In & Out                                              | Tom Halliwell                           |                                                                          |
| 1998      | Rudolph the Red-Nosed Reindeer: The Movie             | Leonard, el oso polar                   | voz                                                                      |
| 2003      | Legally Blonde 2: Red, White & Blonde                 | Sid Post                                |                                                                          |
| 2003      | Elf                                                   | Papa elfo                               |                                                                          |
| 2004      | El bibliotecario: la búsqueda de la lanza             | Judson                                  |                                                                          |
| 2006      | El bibliotecario: Regreso a las minas del rey Salomón | Judson                                  |                                                                          |
| 2008      | El bibliotecario: maldición del cáliz de Judas        | Judson                                  |                                                                          |
| 2011      | Horrible Bosses                                       | Lou Sherman                             | cameo                                                                    |
| 2011      | NCIS                                                  | Dr. Walter Magnus                       |                                                                          |
| 2013-2019 | The Big Bang Theory                                   | Arthur Jeffries (alias Profesor Protón) | Seis episodios                                                           |
| 2014      | The Librarians                                        | Judson                                  |                                                                          |
| 2017-2020 | El joven Sheldon                                      | Arthur Jeffries (alias Profesor Protón) | Tres episodios                                                           |